# Eglofsteiner Weiher
Eglofsteiner Weiher este o arie protejată (arie specială de conservare — SAC, sit de importanță comunitară — SCI) din Germania întinsă pe o suprafață de 16,19 ha, integral pe uscat.

## Localizare
Centrul sitului Eglofsteiner Weiher este situat la coordonatele 49°41′56″N 11°01′14″E / 49.6989°N 11.0206°E.

## Înființare
Situl Eglofsteiner Weiher a fost declarat sit de importanță comunitară în martie 2001 pentru a proteja un număr necunoscut de specii din flora spontană și fauna sălbatică aflate în arealul zonei. Situl a fost protejat și ca arie specială de conservare în aprilie 2016.

## Biodiversitate
Situată în ecoregiunea continentală, aria protejată conține 2 habitate naturale: Lacuri eutrofice naturale cu vegetație de tip Magnopotamion sau Hydrocharition, Liziere de ierburi înalte hidrofile de câmpie și de nivel montan până la alpin.
La baza desemnării sitului se află un număr nedeclarat de specii protejate.
Pe lângă speciile protejate, pe teritoriul sitului au mai fost identificate 2 specii de amfibieni.